# 一個晚上
一個晚上(one evening)是爱尔兰作家塞缪尔·贝克特的一篇生前未曾發表的文章，亦有可能根本尚未完成。於1990年，即作者死後次年，由John Calder出版社與其他短文結集成書。

## 內容
此故事（雖然與作者其他的作品一樣故事性低且重於哲理）的一開始為某男人被一老婦人發現躺在地上，相信已經死去，而且沒有人想念或要找尋他。作者遂描述死者的衣著和白髮，再逐步講解老婦人經過的原因。她的丈夫早就死了，所以她要定時找他生前所愛的黃花予其墓。但現在是三月（或是四月），四周一個人都沒有，連平時頻頻出沒的羊都不知所終，只有一個死人和自己的影子陪伴她。最後太陽西下，沒有星星月光的黑夜來了。

## 链接
- 英文原文 （页面存档备份，存于）